# Frère des ours
Série Classiques d'animation Disney
La Planète au trésor
(2002) La ferme se rebelle
(2004)
Série Frère des ours
Frère des ours 2
(2006)
Pour plus de détails, voir Fiche technique et Distribution.
Frère des ours (Brother Bear) — ou Mon frère l'ours au Québec — est le 84e film d'animation et le 44e « Classique d'animation » des studios Disney, sorti en 2003 et réalisé par Robert Walker (en) et Aaron Blaise.

## Synopsis

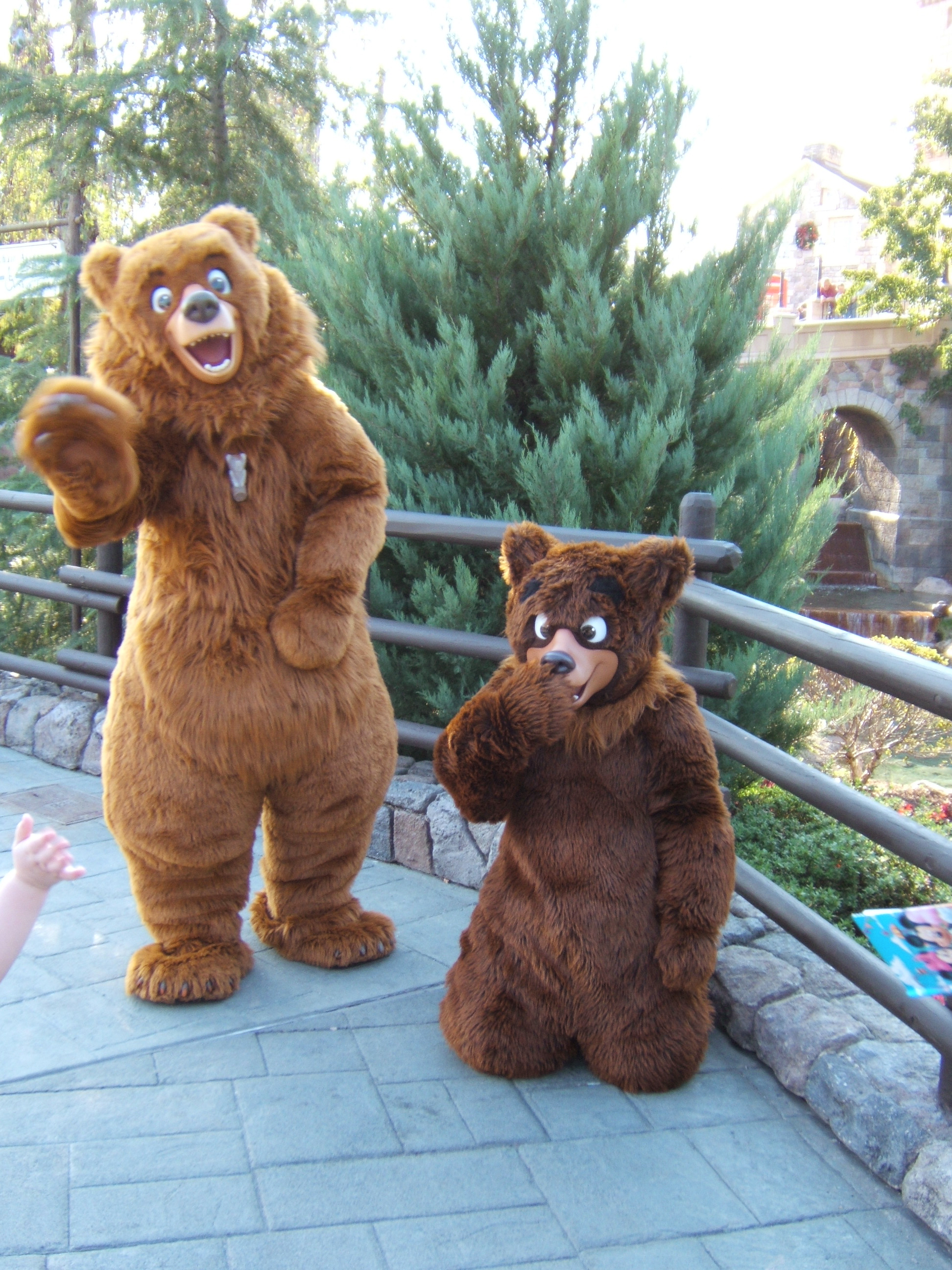
Mascottes représentant Kenaï et Koda dans le parc d'Epcot.

Kenaï est un jeune homme turbulent. Désinvolte et aventurier, il attend impatiemment le jour de la cérémonie de la maturité où la chamane de son village lui remettra son totem, symbole d'une vertu qu'il devra accomplir et suivre toute sa vie. Mais alors qu'il l'imagine représenter un animal puissant, symbole de force ou de sagesse comme ses frères aînés Sitka et Denahi, il reçoit « l'ours de l'amour ».
Furieux de la moquerie de son frère aîné et des reproches quant au vol par un ours de la pêche qui devait servir au banquet et que la désinvolture de Kenaï avait favorisé, ce dernier décide de se lancer à la poursuite du grizzli dans la forêt. Il finit par retrouver et affronter l'animal au sommet d'un pic rocheux, mais présumant de ses forces, il est rapidement mis en difficulté. Ses deux frères interviennent alors pour éloigner le danger mais l'ours est beaucoup trop fort pour eux : il fait déséquilibrer Denahi qui glisse dans une crevasse et assomme Sitka d'un coup de patte. Décidé à l'achever, l'ours remarque que Kenaï et Denahi sont eux aussi en position vulnérable et se retourne contre eux. Afin de sauver ses frères, Sitka se sacrifie et plante alors sa lance dans une fente du glacier, ce qui a pour effet de provoquer une gigantesque fissure dans la roche. Un énorme morceau de roche et de glace se détache alors de la falaise, entraînant Sitka et l'ours dans une chute qui est malheureusement fatale au jeune homme, alors que l'ours s'en sort sain et sauf. Seul un morceau de lance et le manteau de Sitka sont retrouvés flottant dans la rivière en contrebas au pied de la falaise. Le soir, après les funérailles de son frère, désespéré et fou de rage, Kenaï traque l'ours et finit par le tuer au sommet d'une aiguille rocheuse. C'est alors que des esprits apparaissent, dont notamment l'esprit de Sitka, et métamorphosent Kenaï en ours. Denahi, qui s'était entretemps lancé à la poursuite de son frère arrive juste à ce moment-là. Apercevant un énorme ours au sommet du pic rocheux et les haillons de Kenaï éparpillés sur la roche, il pense à tort que l'ours qui se tient devant lui a tué Kenaï. Il se lance alors à la poursuite de l'ours, sans savoir qu'il s'agit en réalité de son propre frère.
Au début, Kenaï a beaucoup de mal à accepter cette transformation, d'autant qu'il fait la rencontre d'un petit ourson bavard nommé Koda. Au fil de la conversation, Koda lui apprend qu'il connaît le sommet où « les lumières du ciel touchent la terre ». Or, Kenaï doit atteindre ce sommet s'il veut que les esprits lui rendent son apparence humaine, information donnée par la chamane et sorcière de son village, et Koda est le seul à en connaître le chemin… Du moins, à s'en souvenir vaguement car il était tout petit quand il y est allé. Kenaï se voit contraint de l'accompagner, malgré son bavardage excessif et agaçant. Au fur et à mesure, Kenaï devient moins froid et se lie d'amitié avec l'ourson. Ils doivent cependant échapper à Denahi, qui les poursuit sans relâche. Ainsi, ils gravissent des reliefs, traversent des plaines à dos de mammouth et passent par une zone de lave, accompagnés de deux élans frères, Truc et Muche, rencontrés en route.
Une fois arrivés au pied de la montagne, ils découvrent un lac au bord duquel sont rassemblés une multitude d'ours qui pêchent et jouent à longueur de journée. Un de leurs jeux consiste à raconter une histoire palpitante. Celles des ours ne sont en général pas bien passionnantes. Kenaï raconte qu'il a fait la rencontre du plus insupportable des oursons, mais que, maintenant, ils sont comme frères. Puis Koda raconte qu'un jour, caché dans un buisson, il a vu un chasseur traquer sa mère sans savoir ce qu'elle est devenue par la suite…
Kenaï, horrifié comprend alors que l'ours qu'il a tué quand il était encore humain n'était autre que la mère de Koda. Honteux, il quitte le groupe et tente d'atteindre seul le sommet mais il est rattrapé par Koda, nourrissant toujours le désir du retour prochain de sa mère. Kenaï lui annonce que sa mère ne reviendra jamais et Koda part en pleurs, refusant cette réalité. Alors qu'il est seul, Truc et Muche arrivent et essaient de le réconforter mais Truc, qui est en colère contre son frère, s’énerve contre lui mais se réconcilie avec Muche lorsque celui-ci lui rappelle que, en tant que frère, il sera toujours là pour l'aider, ce qui fait prendre conscience à Koda que Kenaï a besoin de lui. Kenaï arrive au sommet de la montagne où il est attaqué par Denahi. Koda tente d'intervenir jusqu'au moment où un aigle majestueux apparaît, interrompant nette la confrontation. Les Grands Esprits apparaissent alors devant Denahi et Koda médusés, Kenaï se transforme et apparaît sous sa forme humaine. Denahi découvre en face de lui son frère, qu'il s'apprêtait à tuer, et Koda s'aperçoit que son ami est en fait un humain. Le jeune ourson voit également l'esprit de sa mère se matérialiser devant lui. Sous les yeux ébahis des trois protagonistes, l'aigle majestueux se métamorphose et prend la forme humaine de l'esprit de Sitka.
Kenaï fait alors une demande aux esprits : il veut redevenir un ours et comprend que son but est de devoir veiller sur Koda, désormais seul au monde. Les esprits lui accordent cette faveur. Après cela, Sitka ainsi que la mère de Koda peuvent rejoindre les Grands Esprits, en paix. C'est sous cette apparence que Kenaï rentre au village, en compagnie de Denahi et de Koda, où il est rapidement adopté par la population des hommes. Kenaï ayant ainsi réalisé la vertu assignée par son totem « l’ours de l’amour ».

## Fiche technique
- Titre original : Brother Bear
- Titre français : Frère des ours
- Titre québécois : Mon frère l'ours
- Réalisation : Robert Walker (en) et Aaron Blaise
- Scénario : Tab Murphy, Lorne Cameron, David Hoselton, Steve Bencich et Ron J. Friedman
- Montage : Tim Mertens
- Musique : Mark Mancina, Phil Collins
- Production : Chuck Williams
- Société de production : Walt Disney Pictures
- Sociétés de distribution : Buena Vista Pictures Distribution (États-Unis) ; Gaumont Buena Vista International (France)
- Langue originale : anglais
- Format : couleur — 1,78:1 / 2,35:1 — son DTS / Dolby Digital / SDDS
- Durée : 85 minutes
- Dates de sortie :
  - États-Unis, Canada : 7 novembre 2003
  - France : 28 janvier 2004 ; en vidéo en DVD le 25 août 2004 et en Blu-ray le 15 mai 2013

## Distribution

### Voix originales
- Joaquin Phoenix : Kenai
- D. B. Sweeney : Sitka
- Jason Raize : Denahi
- Jeremy Suarez : Koda
- Joan Copeland : Tanana
- Rick Moranis : Rutt
- Dave Thomas : Tuke
- Michael Clarke Duncan : Tug
- Carole Jeghers : Young Woman Bear
- Jim Cummings : Forest Elephant
- Frank Welker : Bird
- Holly Gauthier-Frankel : Rabbit
- Rick Jones : Young Guy Bear
- Pat Fry : Moose
- Corey Burton : Old Man Bear
- U Aung Ko : Bear
- Kath Soucie, Howard McGillin, Rodger Bumpass, Patrick Pinney et Jack Angel : voix additionnelles

### Voix françaises
- Bruno Choël : Kenaï
- Boris Rehlinger : Sitka
- Damien Boisseau : Denahi
- Gwenaël Sommier : Koda
- Kad Merad : Truc
- Olivier Baroux : Muche
- Annie Cordy : Nanaka
- David Douillet : Goliath
- Omar et Fred : les béliers
- Robert Party : le narrateur
- Évelyne Grandjean : Mapel, l'ourse veuve
- Philippe Dumat : Edgar, le compagnon de Mapel
- Alexandre Gillet : l'ours amoureux
- Dorothée Pousséo : l'ourse amoureuse
- Igor De Savitch : l'ours croate
- Jacques Bouanich et Hervé Rey : les écureuils
- Krystel Adams : un soliste
- Jérôme Pauwels
- Marc Alfos
- Xavier Fagnon
- Michel Vigné
- Éric Métayer
- Guillaume Lebon
- Fabien Jacquelin

### Voix québécoises
- Patrice Dubois : Kenaï
- Renaud Proulx : Koda
- Dominique Ducharme : Koda (chant)
- François Godin : Sitka
- Antoine Durand : Denahi
- Louise Turcot : Tanana
- Ghislain Taschereau : Fluke
- Pierre Brassard : Tuke
- Guy Nadon : Tug
- Vincent Davy : le narrateur (Vieux Denahi)
- François Sasseville : Tamia
- Joël Legendre : l'ours amoureux
- Viviane Pacal : l'ourse amoureuse
- Stéfanie Dolan : l'oursonne
- Marie-Ève Janvier : soliste
- Pierre Bédard, Joël Legendre, Luc Campeau et Vincent Potel : chœur

## Production
L'initiative du film revient à Michael Eisner qui souhaite que les studios Disney produisent plus de films avec des animaux, après les succès du Roi Lion et de Tarzan. Il suggère que l'esthétique devrait se baser sur les tableaux d'Albert Bierstadt.
Le film prend place à l'époque post-ère glaciaire en Amérique du Nord, où les tribus locales d'Inuits croient que toutes les créatures vivantes sont créées par les Esprits (animisme) qui apparaissent sous forme d'aurore polaire.

## Chansons du film
- Les Grands Esprits ou L'Esprit des ancêtres au Québec - Chœur
- Je m'en vais - Koda et Phil Collins
- Je m'en vais (reprise) - Phil Collins et Koda
- Bienvenue - Phil Collins, soliste et chœur
- Mon frère ours - Phil Collins
- Les Grands Esprits ou L'Esprit des ancêtres au Québec (reprise) - Chœur
- Regarde dans mes yeux (générique de fin) - Phil Collins

## Accueil

### Box-office
- États-Unis : 85 336 277 $[1], 14 142 154 entrées[2]
- France : 24 240 164 $[3], 3 503 563 entrées[2]

## Adaptation
Frère des ours a été adapté en jeu vidéo sur Windows et Game Boy Advance.

## Suite
Un second film, Frère des ours 2, est sorti directement en vidéo en 2006.